# نيك دياز
نيكولاس روبرت دياز (بالإنجليزية: Nickolas Robert Diaz؛ مواليد 2 أغسطس 1983) نيك دياز هو ملاكم محترف أمريكي ومُقاتل فنون قتالية مختلطة يُنافس في فئات وزن الوسط والوزن المتوسط في يو إف سي. دياز هو بطل سابق في وزن الوسط في سترايك فورس ووورلد إكستريم كايج فايتينج ونافس على لقب بطولة يو إف سي لوزن الوسط. كما نافس بشكل ملحوظ في بطولات برايد وإيليت إكس سي ودريم وشوتو. نيك هو الأخ الأكبر لمقاتل يو إف سي السابق نات دياز، حيث يعتبر الشقيقان من أكبر المؤثرين في رياضة فنون القتال المختلطة.

## البطولات والإنجازات

### فنون القتال المختلطة
- يو إف سي
  - قتال الليلة (مرة واحدة) ضد بي جيه بن[10]
  - أفضل إخضاع في الليلة (مرة واحدة) ضد جوش نير[11]
- سترايك فورس
  - بطولة سترايك فورس لوزن الوسط (أول مرة؛ الافتتاحي)
  - أنجح الدفاعات عن لقب وزن الوسط في سترايك فورس (ثلاثة)
  - أكبر عدد من الدفاعات المتتالية عن لقب وزن الوسط في سترايك فورس (ثلاثة)
  - قتال العام 2010 ضد ك. ج. نونز في أكتوبر 9
- وورلد إكستريم كايج فايتينج
  - بطولة وورلد إكستريم كايج فايتينج لوزن الوسط (مرة واحدة؛ الافتتاحي)

## سجل فنون القتال المختلطة
| السجل المهني |        |          |
| 38 نزال      | 26 فوز | 10 خسارة |
| ضربة قاضية   | 13     | 3        |
| إخضاع        | 8      | 0        |
| قرار القضاة  | 5      | 7        |
| بدون قرار    | 2      | 2        |

| النتيجة | السجل     | الخصم              | الطريقة                              | الحدث                             | التاريخ        | الجولة | الوقت | المكان                                     | الملاحظات |
| ------- | --------- | ------------------ | ------------------------------------ | --------------------------------- | -------------- | ------ | ----- | ------------------------------------------ | --- |
| خسر     | 26–10 (2) | روبي لولر          | ضربة فنية قاضية (بالانسحاب)          | يو إف سي 266                      | 25 سبتمبر 2021 | 3      | 0:44  | لاس فيغاس، نيفادا، الولايات المتحدة        | |
| ب.ف     | 26–9 (2)  | أندرسون سيلفا      | بدون فائز (تم من قِبل بواسطة ل.و.ن.ر) | يو إف سي 183                      | 31 يناير 2015  | 5      | 5:00  | لاس فيغاس، نيفادا، الولايات المتحدة        | أول ظهور له في الوزن المتوسط. في الأصل فاز سيلفا بقرار القضاة بالإجماع؛ ثم ألغي القرار بعد أن ثبتت إيجابية اختباره لمادتي دروستانولون وأندروستيرون. كما ثبتت إيجابية اختبار دياز لمستويات مرتفعة من مستقلبات المرجوانا. |
| خسر     | 26–9 (1)  | جورج سانت بيير     | قرار القضاة (بالإجماع)               | يو إف سي 158                      | 16 مارس 2013   | 5      | 5:00  | مونتريال، كيبك، كندا                       | على لقب بطولة يو إف سي لوزن الوسط. |
| خسر     | 26–8 (1)  | كارلوس كونديت      | قرار القضاة (بالإجماع)               | يو إف سي 143                      | 4 فبراير 2012  | 5      | 5:00  | لاس فيغاس، نيفادا، الولايات المتحدة        | على لقب بطولة يو إف سي لوزن الوسط المؤقت، أثبتت الفحوص تعاطي دياز للمرجوانا. |
| فاز     | 26–7 (1)  | بي جيه بن          | قرار القضاة (بالإجماع)               | يو إف سي 137                      | 29 أكتوبر 2011 | 3      | 5:00  | لاس فيغاس، نيفادا، الولايات المتحدة        | قتال الليلة. |
| فاز     | 25–7 (1)  | بول دالي           | ضربة فنية قاضية (باللكمات)           | سترايك فورس: دياز ضد دالي         | 9 أبريل 2011   | 1      | 4:57  | سان دييغو، كاليفورنيا، الولايات المتحدة    | دافع عن لقب بطولة سترايك فورس لوزن الوسط. تنازل دياز عن اللقب في 9 يونيو 2011 عندما تم استيعاب عقده من قبل يو إف سي. |
| فاز     | 24–7 (1)  | إيفانغليستا سانتوس | إخضاع (الضغط على الذراع)             | سترايك فورس: دياز ضد سايبورغ      | 29 يناير 2011  | 2      | 4:50  | سان خوسيه، كاليفورنيا، الولايات المتحدة    | دافع عن لقب بطولة سترايك فورس لوزن الوسط . |
| فاز     | 23–7 (1)  | ك. ج. نونز         | قرار القضاة (بالإجماع)               | سترايك فورس: دياز ضد نونز الثاني  | 9 أكتوبر 2010  | 5      | 5:00  | سان خوسيه، كاليفورنيا، الولايات المتحدة    | دافع عن لقب بطولة سترايك فورس لوزن الوسط . |
| فاز     | 22–7 (1)  | هاياتو ساكوراي     | إخضاع (الضغط على الذراع)             | دريم 14                           | 29 مايو 2010   | 1      | 3:54  | سايتاما، اليابان                           | |
| فاز     | 21–7 (1)  | ماريوس جارومسكيس   | ضربة فنية قاضية (باللكمات)           | سترايك فورس: ميامي                | 30 يناير 2010  | 1      | 4:35  | صنرايز، فلوريدا، الولايات المتحدة          | فاز بلقب بطولة سترايك فورس لوزن الوسط الافتتاحية. |
| فاز     | 20–7 (1)  | سكوت سميث          | إخضاع (خنق خلفي عاري)                | سترايك فورس: لولر ضد شيلدز        | 6 يونيو 2009   | 3      | 1:41  | سانت لويس، ميزوري، الولايات المتحدة        | نزال في وزن غير محدد (180 رطل). |
| فاز     | 19–7 (1)  | فرانك شامروك       | ضربة فنية قاضية (باللكمات)           | سترايك فورس: شامروك ضد دياز       | 11 أبريل 2009  | 2      | 3:57  | سان خوسيه، كاليفورنيا، الولايات المتحدة    | نزال في وزن غير محدد (180 رطل). |
| فاز     | 18–7 (1)  | توماس ديني         | ضربة فنية قاضية (باللكمات)           | إيليت إكس سي: عمل غير مكتمل       | 26 يوليو 2008  | 2      | 0:30  | ستوكتون، كاليفورنيا، الولايات المتحدة      | نزال في الوزن الخفيف. |
| فاز     | 17–7 (1)  | محسن كوربري        | ضربة فنية قاضية (باللكمات)           | إيليت إكس سي: عودة الملك          | 14 يونيو 2008  | 3      | 3:59  | هونولولو، هاواي، الولايات المتحدة          | |
| فاز     | 16–7 (1)  | كاتسويا إينوي      | ضربة فنية قاضية (إيقاف الزاوية)      | دريم 3                            | 11 مايو 2008   | 1      | 6:45  | سايتاما، اليابان                           | العودة لوزن الوسط. |
| خسر     | 15–7 (1)  | ك. ج. نونز         | ضربة فنية قاضية (إيقاف الطبيب)       | إيليت إكس سي: المارق              | 10 نوفمبر 2007 | 1      | 5:00  | كوربوس كريستي، تكساس، الولايات المتحدة     | على لقب بطولة إيليت إكس سي للوزن الخفيف الافتتاحية. |
| فاز     | 15–6 (1)  | مايك اينا          | قرار القضاة (بالانقسام)              | إيليت إكس سي: الانتفاضة           | 15 سبتمبر 2007 | 3      | 5:00  | هونولولو، هاواي، الولايات المتحدة          | |
| ب.ف     | 14–6 (1)  | تاكانوري غومي      | بدون فائز (تم من قِبل بواسطة ل.و.ن.ر) | برايد 33                          | 24 فبراير 2007 | 2      | 1:46  | لاس فيغاس، نيفادا، الولايات المتحدة        | العودة إلى الوزن الخفيف. في الأصل كان الفوز بالإخضاع (بالجوجوبلاتا) لدياز؛ ولكن تم إلغاؤه بعد أن ثبتت إيجابية اختباره للمرجوانا.                                                                                        |
| فاز     | 14–6      | جليسون تيباو       | ضربة فنية قاضية (باللكمات)           | يو إف سي 65                       | 18 نوفمبر 2006 | 2      | 2:27  | ساكرامنتو، كاليفورنيا، الولايات المتحدة    | |
| فاز     | 13–6      | جوش نير            | إخضاع (كيمورا)                       | يو إف سي 62                       | 26 أغسطس 2006  | 3      | 1:42  | لاس فيغاس، نيفادا، الولايات المتحدة        | أفضل إخضاع في الليلة. |
| فاز     | 12–6      | راي شتاينبايس      | قرار القضاة (بالإجماع)               | المنظمة الدولية للقتال في القفص 1 | 13 مايو 2006   | 3      | 5:00  | ستوكتون، كاليفورنيا، الولايات المتحدة      | |
| خسر     | 11–6      | شون شيرك           | قرار القضاة (بالإجماع)               | يو إف سي 59                       | 15 أبريل 2006  | 3      | 5:00  | آناهايم، كاليفورنيا، الولايات المتحدة      | |
| خسر     | 11–5      | جو ريجز            | قرار القضاة (بالإجماع)               | يو إف سي 57                       | 4 فبراير 2006  | 3      | 5:00  | لاس فيغاس، نيفادا، الولايات المتحدة        | |
| خسر     | 11–4      | دييغو سانشيز       | قرار القضاة (بالإجماع)               | نهائي المقاتل النهائي 2           | 5 نوفمبر 2005  | 3      | 5:00  | لاس فيغاس، نيفادا، الولايات المتحدة        | |
| فاز     | 11–3      | كوزي أويشي         | ضربة قاضية (باللكمات)                | يو إف سي 53                       | 4 يونيو 2005   | 1      | 1:24  | أتلانتيك سيتي، نيو جيرسي، الولايات المتحدة | |
| فاز     | 10–3      | درو فيكيت          | ضربة فنية قاضية (باللكمات)           | يو إف سي 51                       | 5 فبراير 2005  | 1      | 4:40  | لاس فيغاس، نيفادا، الولايات المتحدة        | |
| خسر     | 9–3       | كارو باريسيان      | قرار القضاة (بالانقسام)              | يو إف سي 49                       | 21 أغسطس 2004  | 3      | 5:00  | لاس فيغاس، نيفادا، الولايات المتحدة        | |
| فاز     | 9–2       | روبي لولر          | ضربة قاضية (بلكمة)                   | يو إف سي 47                       | 2 أبريل 2004   | 2      | 1:31  | لاس فيغاس، نيفادا، الولايات المتحدة        | |
| فاز     | 8–2       | جيريمي جاكسون      | إخضاع (الضغط على الذراع)             | يو إف سي 44                       | 26 سبتمبر 2003 | 3      | 2:04  | لاس فيغاس، نيفادا، الولايات المتحدة        | |
| فاز     | 7–2       | جيريمي جاكسون      | ضربة فنية قاضية (باللكمات)           | تحدي محاربي آي إف سي رقم 18       | 19 يوليو 2003  | 1      | 4:33  | لاكيبورت، كاليفورنيا، الولايات المتحدة     | |
| فاز     | 6–2       | جو هيرلي           | إخضاع (كيمورا)                       | دبليو إيه سي 6                    | 27 مارس 2003   | 1      | 1:55  | ليمووري، كاليفورنيا، الولايات المتحدة      | فاز بلقب بطولة دبليو إي سي لوزن الوسط الافتتاحية. تخلى دياز عن اللقب للتركيز على القتال في يو إف سي. |
| خسر     | 5–2       | هيروناكا كونيوشي   | قرار القضاة (بالانقسام)              | شوتو: عرض نهاية العام 2002        | 14 ديسمبر 2002 | 3      | 5:00  | تشيبا، اليابان                             | |
| فاز     | 5–1       | هاريس سارمينتو     | ضربة فنية قاضية (إيقاف الزاوية)      | مهمة المحاربين رقم 8              | 24 أكتوبر 2002 | 2      | 1:47  | هونولولو، هاواي، الولايات المتحدة          | |
| خسر     | 4–1       | جيريمي جاكسون      | ضربة فنية قاضية (باللكمات)           | الرياضي النهائي 4: ملك الجبل      | 28 سبتمبر 2002 | 1      | 0:49  | أوبري، كاليفورنيا، الولايات المتحدة        | نهائي بطولة الرياضي النهائي لوزن الوسط. |
| فاز     | 4–0       | آدم لين            | إخضاع (الضغط على الذراع)             | الرياضي النهائي 4: ملك الجبل      | 28 سبتمبر 2002 | 1      | 2:51  | أوبري، كاليفورنيا، الولايات المتحدة        | نصف نهائي بطولة الرياضي النهائي لوزن الوسط. |
| فاز     | 3–0       | بلين تايلر         | ضربة فنية قاضية (باللكمات)           | الرياضي النهائي 4: ملك الجبل      | 28 سبتمبر 2002 | 2      | 2:01  | أوبري، كاليفورنيا، الولايات المتحدة        | ربع نهائي بطولة الرياضي النهائي لوزن الوسط. |
| فاز     | 2–0       | كريس ليتل          | قرار القضاة (بالإجماع)               | تحدي محاربي آي إف سي 17           | 12 يوليو 2002  | 3      | 5:00  | بورتيرفيل، كاليفورنيا، الولايات المتحدة    | أول ظهور في وزن الوسط. فاز بلقب بطولة آي إف سي الولايات المتحدة لوزن الوسط. |
| فاز     | 1–0       | مايك ويك           | إخضاع (خنق المثلث)                   | تحدي محاربي آي إف سي 15           | 31 أغسطس 2001  | 1      | 3:43  | أوروفيل، كاليفورنيا، الولايات المتحدة      | أول ظهور في الوزن الخفيف. |

## سجل الملاكمة الاحترافية
| 1 نزال      | 1 فوز | 0 خسارة |
| ----------- | ----- | ------- |
| قرار القضاة | 1     | 0       |

| # | النتيجة | السجل | الخصم        | الطريقة       | الجولة، الوقت | التاريخ       | المكان                                               | الملاحظات |
| - | ------- | ----- | ------------ | ------------- | ------------- | ------------- | ---------------------------------------------------- | --------- |
| 1 | فاز     | 1–0   | ألفونسو روشا | قرار بالإجماع | 4             | 29 أبريل 2005 | فندق راديسون ساكرامنتو، كاليفورنيا، الولايات المتحدة |           |

## نزالات الدفع مقابل المشاهدة
| #                | الحدث            | القتال            | التاريخ          | المكان                     | المدينة                             | المبلغ    |
| ---------------- | ---------------- | ----------------- | ---------------- | -------------------------- | ----------------------------------- | --------- |
| 1.               | يو إف سي 137     | بن ضد دياز        | 29 أكتوبر 2011   | ميشيلوب ألترا أرينا        | لاس فيغاس، نيفادا، الولايات المتحدة | 280،000   |
| 2.               | يو إف سي 143     | دياز ضد كونديت    | 4 فبراير 2012    | ميشيلوب ألترا أرينا        | لاس فيغاس، نيفادا، الولايات المتحدة | 400،000   |
| 3.               | يو إف سي 158     | سانت بيير ضد دياز | 16 مارس 2013     | مركز بيل                   | مونتريال، كيبك، كندا                | 950،000   |
| 4.               | يو إف سي 183     | سيلفات ضد دياز    | 31 يناير 2015    | إم جي إم جراند جاردن أرينا | لاس فيغاس، نيفادا، الولايات المتحدة | 650،000   |
| إجمالي المدفوعات | إجمالي المدفوعات | إجمالي المدفوعات  | إجمالي المدفوعات | إجمالي المدفوعات           | إجمالي المدفوعات                    | 2،280،000 |

## وصلات خارجية
- نيك دياز على موقع IMDb (الإنجليزية)
- نيك دياز على موقع قاعدة بيانات الفيلم (الإنجليزية)
- نيك دياز على موقع بوكس ريك (الإنجليزية) (registration required)
- نيك دياز على موقع يو إف سي (الإنجليزية)
- نيك دياز على موقع شيردوغ (الإنجليزية)
- نيك دياز على موقع Tapology.com (الإنجليزية)

| الجوائز و الإنجازات | الجوائز و الإنجازات                                         | الجوائز و الإنجازات               |
| ------------------- | ----------------------------------------------------------- | --------------------------------- |
| سبقه بطولة جديدة    | أول بطل دبليو إي سي لوزن الوسط 27 مارس 2003 – أكتوبر 2003   | شاغرحامل اللقب التاليشوني كارتر   |
| الجوائز و الإنجازات |                                                             |                                   |
| سبقه بطولة جديدة    | أول بطل سترايك فورس لوزن الوسط 30 يناير 2010 – 9 يونيو 2011 | شاغرحامل اللقب التالينيت ماركوارت |